# 료카미촌
료카미촌(両神村)은 사이타마현 지치부군에 설치되었던 촌이다. 2005년 10월 1일 지치부군 오가노정과 합병해 새로운 오가노정에 해당하기 때문에 소멸했다.

## 역사
- 1889년 4월 1일 - 정촌제 시행과 함께 지치부군 료카미촌이 성립하였다.
- 2005년 10월 1일 - 오가노정과 신설 합병해 새로운 오가노정이 되었다.

## 지역
- 고령화율 : 27.4%

### 교육
- 료카미촌립 료카미초등학교
- 료카미촌립 료카미중학교